# Рябухин (хутор)
Рябу́хин — хутор в Советском районе Ростовской области.
Входит в состав Чирского сельского поселения.

## Население
| 2010 |
| ---- |
| 6    |

## Улицы
На хуторе имеется одна улица — Сосновая.